# Paratrigona isopterophila
Paratrigona isopterophila là một loài Hymenoptera trong họ Apidae. Loài này được Schwarz mô tả khoa học năm 1934.